# 18120 Lytvynenko
18120 Lytvynenko este un asteroid din centura principală de asteroizi.

## Descriere
18120 Lytvynenko este un asteroid din centura principală de asteroizi. A fost descoperit pe 4 iulie 2000 la Stația Anderson Mesa în cadrul programului LONEOS. Asteroidul prezintă o orbită caracterizată de o semiaxă mare de 2,31 ua, o excentricitate de 0,23 și o înclinație de 0,6° în raport cu ecliptica.